# Милан Тодоровић
Милан Тодоровић (Сумраковац, 1879 — Београд, 1950) био је српски економиста, уредник и универзитетски професор.

## Биографија
Завршио је Правни факултет Универзитета у Београду (1900) и докторирао у Минхену (1908) на камералним наукама. Дуго је радио као високи државни чиновник (секретар и начелник министарстава  народне привреде и трговине и индустрије), и пре и после Првог светског рата, да би од 1922. година предавао економске предмете на Правном факултету.
Због његове уже струке, трговинске политике, коришћен је као стручњак y делегацијама за трговинске преговоре y периоду 1913—1936. Учествовао је као експерт y раду Конференције мира y Паризу (1919), a једно време био је члан Економског комитета при Друштву народа y Женеви.
Објавио је велики број чланака и монографија. Сарађивао је на економским питањима y листовима и часописима (Дело, Архив за правне и друштвене науке), али је највише његових прилога објављено y Економисту који је уређивао као главни уредник (1924-1928) и био му највреднији сарадник.

## Одабрана дела
- Царински рат између Србије и Аустро-Угарске : од 1906-1910 год - студија из наше међународне трговине, 1911.
- Солун и балканско питање, 1913.
- Међународна трговина и трговинска политика I-III, 1922-3.
- Теорија међународне трговине, 1922.
- Теорија трговинске политике, 1922.
- Техника трговинске политике, 1923.
- Наша економна политика : расправе и чланци. Део 1, Економски проблеми предратне Србије, 1925.
- Наука о финансијама I-II, 1930-3.
- Наука о порезима, 1930.
- Буџет, 1933.